# Delia Grigore
Delia Grigore (Deliya Grigore); nacida 7 de febrero de 1972 en Galaţi   (Rumanía) es una mujer de etnia gitana escritora, filóloga, académica y activista de los derechos de las personas gitanas (romaníes). 

## Biografía
Delia Grigore creció en el marco del Régimen Comunista Rumano. Durante ese tiempo, su familia escondió su verdadera identidad gitana, a fin de evitar la discriminación. Después de la Revolución Rumana de 1989, pudo reafirmar su etnia romaní y reaprender la lengua. En 1990, completó los estudios secundarios en el Zoia Kosmodemianskaia High School en Bucarest, mientras que en 1992 se graduó en idioma sánscrito y India antigua civilización y la cultura en la Universidad de Bucarest. En 1995 obtuvo una licenciatura en  rumano e inglés de la Facultad de Filología de la Universidad de Bucarest. Desde el año 2000, Delia Grigore ha publicado una serie de escritos sobre cultura y el lenguaje romaní. 
En 2002 obtuvo un Doctorado en Antropología de la cultura romaní con la Ph.D. tesis de la Familia de Aduanas de la cultura tradicional gitana con el Plan de Identidad nómada en el sudeste de Rumania. Actualmente enseña en el Departamento de Lenguas y Literaturas Extranjeras en la Universidad de Bucarest. También se involucró en la defensa de los derechos Romaníes como presidente de la Asociación SATRA / ASTRA - "Amare Rromentza". 
En febrero de 2002, Delia Grigore pidió que el Estado rumano y las autoridades de los dirigentes de la Iglesia Ortodoxa Rumana reconociera su responsabilidad en la ejecución y las consecuencias de cinco siglos de esclavitud del pueblo romaní en los históricamente estados rumanos de Valaquia y Moldavia.

## Escritos
- Siklioven i romaní chib - Ghid Limba şi de romanícultura "Aprender la lengua gitana - gitana Directrices de Lengua y Cultura" (2000, Aven Amentza, Bucarest)
- Rromanipen-ul (gitana dharma) si MISTICA familiei "Rromanipen (gitana Dharma) y de la Familia Mystics" (2001, Salvati copiii, Bucarest)
- Introducere en studiul culturii tradiţionale gitana - Curs de antropologie gitana "Introducción en el estudio de la cultura tradicional gitana - Curso de Antropología gitana" (2001, CREDIS, de la Universidad de Bucarest)
- Rromii: tipuri şi arhetipuri identitare "gitanos: Identidad Tipos y arquetipos" un capítulo deRromii şi populară cultura Romana. Patrin tailandés IAG "gitanos rumanos y la Cultura Popular. Leaf y fuego" (2002, Aven Amentza, Bucarest), coordinador: IONESCU Vasile
- Istoria şi tradiţiile minorităţii gitana "Historia y tradiciones de las minorías gitana" (2005, Sigma, Bucarest), escrito junto con Petre y Petcuţ Mariana Sandu